# Sztuczne cieki
Cieki sztuczne umownie dzieli się na:
1. Kanały – są to duże lub dość duże sztuczne cieki o randze małych rzek, ze stałym choć regulowanym, przepływem, niosące znaczną masę wody. Ustrój takich cieków w zasadzie nie różni się od rzek regulowanych.
2. Rowy melioracyjne – to budowla wodna, w formie otwartego rowu będącego sztucznym ciekiem. Służy najczęściej do odwadniania terenu meliorowanego, czasem także do nawadniania (podsiąkowego) otaczającego terenu. Rowy melioracyjne zawierają niewielką masę wody, której przepływ jest regulowany; dlatego też występują znaczne oscylacje poziomu wody, a czasem nawet zupełny jej brak. Układ ich bywa różny i zależy od konfiguracji terenu, a gęstość ich sieci, od stopnia nawodnienia podłoża i wielkości zlewni. W zależności od ilości odprowadzanej wody rozróżnia się rowy o różnej wielkości przekroju poprzecznego – tworzące systemy melioracyjne. Większe rowy melioracyjne pełnią często w melioracji funkcję odprowadzalników.